# Streepkopbronzemannetje
Het streepkopbronzemannetje (Mayrimunia tristissima synoniem: Lonchura tristissima) is een zangvogel uit de familie van de prachtvinken (Estrildidae).

## Verspreiding en leefgebied
Deze soort is endemisch in Nieuw-Guinea en telt vier ondersoorten:
- M. t. tristissima (Wallace, 1865) noordwestelijk deel van Nieuw-Guinea
- M. t. hypomelaena	(Stresemann & Paludan, 1934)	westelijk deel van Nieuw-Guinea
- M. t. calaminoros	(Reichenow, 1916)	Noord-Nieuw-Guinea
- M. t. bigilalei	(Restall, 1995)	zuidoostelijk deel van Nieuw-Guinea